# Varicellovirus
Il varicellovirus è un genere della sottofamiglia delle alphaherpesvirinae e comprende le seguenti specie:
- Herpesvirus bovino 1
- Herpesvirus bovino 5
- Herpesvirus bufalino 1
- Herpesvirus canide 1
- Herpesvirus caprino 1
- Herpesvirus cercopitechino 9
- Herpesvirus cervide 1 & 2
- Herpesvirus equide 1, 3, 4, 6 (tentative), 8 & 9
- Herpesvirus felide 1
- Herpesvirus umano 3 (Virus varicella-zoster, VZV)
- Herpesvirus focide 1
- Herpesvirus suino 1